# Collin Raye

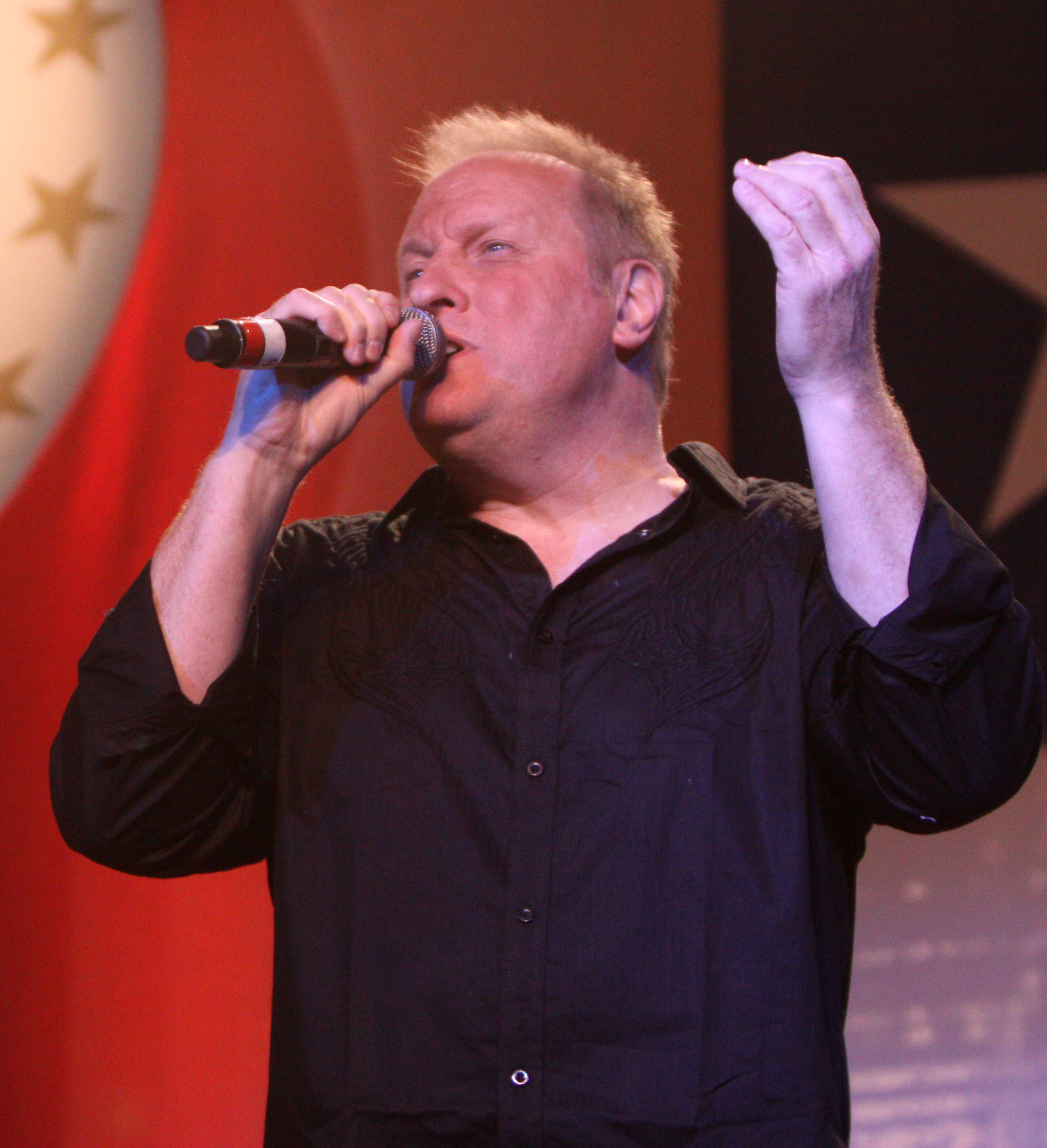
Collin Raye (2011)

Collin Raye (* 22. August 1960 als Floyd Collin Wray in De Queen, Arkansas) ist ein Country-Sänger und Songwriter.

## Leben
Collin Rayes Mutter war eine erfolgreiche Musikerin, die unter anderem Auftritte mit Elvis Presley oder Johnny Cash vorweisen kann. Auch sein Vater und ein Onkel waren Musiker, und so war es fast unvermeidlich, dass Collin und sein Bruder Scott bereits als Kinder erstmals auf der Bühne standen. Ihre erste Band, die Wray Brothers Band, gründeten die Brüder 1976. Es wurden einige Singles produziert, von denen sich aber nur eine in den hinteren Bereichen der Country-Charts platzieren konnte.
Die Band löste sich 1987 auf, und Collin Raye arbeitete anschließend als Sänger in Reno und Las Vegas. Seine 1980 geschlossene Ehe wurde nach schweren gesundheitlichen Problemen seiner Frau und seines zweiten Kindes geschieden. 1989 zog er nach Nashville. Ein Jahr später unterschrieb er beim Epic-Label einen Schallplattenvertrag. Sein Debüt-Album All I Can Be erschien 1992 und wurde mit Platin ausgezeichnet. Bereits seine zweite Single Love, Me erreichte Platz 1 der Country-Charts. Die nächsten Alben In This Life, Extremes, I Think About You und The Best Of Collin Raye: Direct Hits wurden ebenfalls mit Platin und My Walls Came Down noch mit Gold ausgezeichnet. Die ausgekoppelten Singles erreichten durchweg die vorderen Hitparadenplätze, In This Life schaffte Platz 1. Mit I Can Still Feel You erreichte er 1998 erneut die Spitzenposition der Country-Charts. Seine Verkaufserfolge ließen erst 2001 mit dem Album Can’t Back Down etwas nach.
2022 trat Raye für den Kandidaten bei der Gouverneurswahl in Idaho Ammon Bundy auf.

## Diskografie

### Alben
| Jahr | Titel                   | Höchstplatzierung, Gesamtwochen, AuszeichnungChartplatzierungen (Jahr, Titel, Platzierungen, Wochen, Auszeichnungen, Anmerkungen) | Höchstplatzierung, Gesamtwochen, AuszeichnungChartplatzierungen (Jahr, Titel, Platzierungen, Wochen, Auszeichnungen, Anmerkungen) | Anmerkungen     |
| Jahr | Titel                   | US | Country | Anmerkungen     |
| ---- | ----------------------- | --- | --- | --------------- |
| 1991 | All I Can Be            | US54 Platin · (43 Wo.)US | Country7 (126 Wo.)Country |                 |
| 1992 | In This Life            | US42 Platin · (50 Wo.)US | Country10 (88 Wo.)Country |                 |
| 1994 | Extremes                | US73 Platin · (45 Wo.)US | Country12 (88 Wo.)Country |                 |
| 1995 | I Think About You       | US40 Platin · (95 Wo.)US | Country5 (104 Wo.)Country |                 |
| 1996 | Christmas: The Gift     | US126 (4 Wo.)US | Country23 (9 Wo.)Country | Weihnachtsalbum |
| 1998 | The Walls Came Down     | US55 Gold · (11 Wo.)US | Country8 (46 Wo.)Country |                 |
| 2000 | Tracks                  | US81 (7 Wo.)US | Country9 (25 Wo.)Country |                 |
| 2001 | Can’t Back Down         | — | Country39 (5 Wo.)Country |                 |
| 2005 | Twenty Years and Change | — | Country73 (1 Wo.)Country |                 |
| 2009 | Never Going Back        | — | Country40 (4 Wo.)Country |                 |

Weitere Alben
- 2000: Counting Sheep
- 2006: Fearless
- 2008: A Family Christmas
- 2011: His Love Remains
- 2013: Still on the Line… The Songs of Glen Campbell
- 2014: Everlasting

### Livealben
- 2004: Live at Billy Bob’s Texas

### Kompilationen
| Jahr | Titel                                | Höchstplatzierung, Gesamtwochen, AuszeichnungChartplatzierungen (Jahr, Titel, Platzierungen, Wochen, Auszeichnungen, Anmerkungen) | Höchstplatzierung, Gesamtwochen, AuszeichnungChartplatzierungen (Jahr, Titel, Platzierungen, Wochen, Auszeichnungen, Anmerkungen) | Anmerkungen |
| Jahr | Titel                                | US | Country | Anmerkungen |
| ---- | ------------------------------------ | --- | --- | ----------- |
| 1997 | The Best of Collin Raye: Direct Hits | US33 Platin · (37 Wo.)US | Country4 (104 Wo.)Country |             |
| 2000 | Love Songs                           | — | Country43 (4 Wo.)Country |             |

Weitere Kompilationen
- 2002: 16 Biggest Hits

### EPs
- 2007: Selected Hits

### Singles
| Jahr | Titel Album                                               | Höchstplatzierung, Gesamtwochen, AuszeichnungChartplatzierungen (Jahr, Titel, Album, Platzierungen, Wochen, Auszeichnungen, Anmerkungen) | Höchstplatzierung, Gesamtwochen, AuszeichnungChartplatzierungen (Jahr, Titel, Album, Platzierungen, Wochen, Auszeichnungen, Anmerkungen) | Anmerkungen      |
| Jahr | Titel Album                                               | US | Country | Anmerkungen      |
| --- | --------------------------------------------------------- | --- | --- | ---------------- |
| 1991 | All I Can Be (Is a Sweet Memory) All I Can Be             | — | Country29 (20 Wo.)Country |                  |
| 1991 | Love, Me All I Can Be                                     | — | Country1 (20 Wo.)Country |                  |
| 1992 | Every Second All I Can Be                                 | — | Country2 (20 Wo.)Country |                  |
| 1992 | In This Life                                              | — | Country1 (20 Wo.)Country |                  |
| 1992 | I Want You Bad (And That Ain’t Good) In This Life         | — | Country7 (20 Wo.)Country |                  |
| 1993 | Somebody Else’s Moon In This Life                         | — | Country5 (20 Wo.)Country |                  |
| 1993 | That Was a River In This Life                             | — | Country4 (20 Wo.)Country |                  |
| 1993 | That’s My Story Extremes                                  | — | Country6 (20 Wo.)Country |                  |
| 1994 | Little Rock Extremes                                      | — | Country2 (20 Wo.)Country |                  |
| 1994 | Man of My Word Extremes                                   | — | Country8 (20 Wo.)Country |                  |
| 1994 | My Kind of Girl Extremes                                  | — | Country1 (20 Wo.)Country |                  |
| 1995 | If I Were You Extremes                                    | — | Country4 (20 Wo.)Country |                  |
| 1995 | One Boy, One Girl I Think About You                       | US87 (7 Wo.)US | Country1 (20 Wo.)Country |                  |
| 1995 | Not That Different I Think About You                      | — | Country3 (20 Wo.)Country |                  |
| 1996 | I Think About You                                         | — | Country3 (20 Wo.)Country |                  |
| 1996 | Love Remains I Think About You                            | — | Country12 (20 Wo.)Country |                  |
| 1996 | What If Jesus Comes Back Like That I Think About You      | — | Country21 (22 Wo.)Country |                  |
| 1997 | On the Verge I Think About You                            | — | Country2 (20 Wo.)Country |                  |
| 1997 | What the Heart Wants The Best of Collin Raye: Direct Hits | — | Country2 (20 Wo.)Country |                  |
| 1997 | Little Red Rodeo The Best of Collin Raye: Direct Hits     | — | Country3 (22 Wo.)Country |                  |
| 1998 | I Can Still Feel You The Walls Came Down                  | — | Country1 (26 Wo.)Country |                  |
| 1998 | Someone You Used to Know The Walls Came Down              | US37 (14 Wo.)US | Country3 (25 Wo.)Country |                  |
| 1999 | Anyone Else The Walls Came Down                           | US37 (20 Wo.)US | Country4 (24 Wo.)Country |                  |
| 1999 | Start Over Georgia The Walls Came Down                    | — | Country39 (17 Wo.)Country |                  |
| 2000 | Couldn’t Last a Moment Tracks                             | US43 (20 Wo.)US | Country3 (25 Wo.)Country |                  |
| 2000 | Tired of Loving This Way Tracks                           | — | Country50 (17 Wo.)Country | mit Bobbie Eakes |
| 2000 | She’s All That Tracks                                     | — | Country43 (13 Wo.)Country |                  |
| 2001 | You Still Take Me There Tracks                            | — | Country47 (6 Wo.)Country |                  |
| 2001 | Ain’t Nobody Gonna Take That from Me Can’t Back Down      | — | Country43 (12 Wo.)Country |                  |
| 2007 | A Soldier’s Prayer Selected Hits                          | — | Country59 (1 Wo.)Country |                  |
| Folgende Lieder erschienen nicht als Single, wurden aber durch das Album zum Download und Streaming bereitgestellt und konnten somit eine Platzierung erlangen: |                                                           | | |                  |
| |                                                           | | |                  |
| 1992 | It Could Have Been So Good All I Can Be                   | — | Country74 (1 Wo.)Country |                  |
| 1995 | What If Jesus Comes Back Like That I Think About You      | — | Country57 (22 Wo.)Country |                  |
| 1997 | Open Arms The Best of Collin Raye: Direct Hits            | — | Country70 (6 Wo.)Country |                  |

Weitere Singles
- 2002: What I Need
- 2004: World History 101
- 2005: I Know That’s Right
- 2006: Hurricane Jane
- 2007: Quitters
- 2009: Mid-Life Chrysler
- 2009: She’s with Me
- 2011: Undefeated
- 2012: Never Gonna Stand for This

### Gastbeiträge
| Jahr | Titel Album | Höchstplatzierung, Gesamtwochen, AuszeichnungChartsChartplatzierungen (Jahr, Titel, Album, Platzierungen, Wochen, Auszeichnungen, Anmerkungen) | Anmerkungen      |
| Jahr | Titel Album | Country | Anmerkungen      |
| ---- | ----------- | --- | ---------------- |
| 1997 | The Gift    | Country51 (11 Wo.)Country | mit Jim Brickman |

### Videoalben
- 2007: The Power in You